# Van Tassell
Van Tassell is een plaats (town) in de Amerikaanse staat Wyoming, en valt bestuurlijk gezien onder Niobrara County.

## Demografie
Bij de volkstelling in 2000 werd het aantal inwoners vastgesteld op 18.
In 2006 is het aantal inwoners door het United States Census Bureau geschat op eveneens 18.

## Geografie
Volgens het United States Census Bureau beslaat de plaats een oppervlakte van
4,7 km², geheel bestaande uit land.

## Plaatsen in de nabije omgeving
De onderstaande figuur toont nabijgelegen plaatsen in een straal van 72 km rond Van Tassell.